# Bruno Coceani
Bruno Coceani, all'anagrafe Bruno Coceancig (Monfalcone, 17 dicembre 1893 – Trieste, 16 dicembre 1978), è stato un prefetto e storico italiano.
Nel 1928 chiese, ed ottenne, di poter italianizzare il proprio cognome in Coceani. Fu Capo della Provincia di Trieste con mansioni di controllo sugli altri prefetti della Venezia Giulia durante l'istituzione della zona d'operazione tedesca nella regione tra il 1943 e il 1945.

## Biografia

### Gli studi e la guerra
A soli dieci anni si trasferì con la famiglia a Trieste, appartenente all'epoca, come Monfalcone, sua città natale, all'Impero austro-ungarico. Nel capoluogo giuliano compì gli studi ginnasiali. Nel 1911 iniziò a frequentare l'Università di Vienna, dove rimase per circa un anno. Successivamente si trasferì in Italia (1912), prima a Firenze, poi a Padova, dove conseguì la laurea in lettere nel 1917.
Di idee e sentimenti irredentisti (a Padova conobbe anche Cesare Battisti), nel maggio 1915 si arruolò volontario come ufficiale nell'esercito italiano, ricevendo il battesimo del fuoco sul Podgora nell'estate di quello stesso anno. Partecipò a numerose azioni belliche sia in Trentino che nel Carso, ricevendo una croce di guerra e, negli ultimi mesi del conflitto, i gradi di capitano (evento piuttosto eccezionale data la giovane età: non aveva ancora compiuto venticinque anni).

### Carriera politica fra le due guerre
Tornato nell'immediato dopoguerra in una Trieste ormai italiana, insegnò al Liceo ginnasio Francesco Petrarca fino al 1925. Dal punto di vista politico, in un momento infiammato dai moti socialisti del Biennio Rosso entrò immediatamente a far parte dei comitati antibolscevichi e prese parte all'Impresa di Fiume. Fu presidente dal 1920 al 1923 della sezione cittadina dell'Associazione Nazionalista Italiana. Quando il movimento nazionalista, successivamente si fuse col Partito Nazionale Fascista, appoggiato da Fulvio Suvich e da Francesco Giunta ne fu immediatamente nominato segretario, mostrando come gli elementi provenienti dal movimento nazionalista a Trieste continuino a dominare la scena politica. Si allineò immediatamente alla fazione moderata legata ai gruppi economici e al partito liberal-nazionale. Nel 1926 divenne segretario dell'Unione Industriale Fascista della Venezia Giulia che lo rese il punto di riferimento tra le gerarchie economiche di tutta la regione e il PNF.
Fra il 1924 e il 1927 non svolse quasi attività politica, dedicandosi all'insegnamento delle lettere presso il Liceo Francesco Petrarca di Trieste e divenne anche preside della locale Università popolare. Nel 1927 venne nominato Podestà di Monfalcone, carica che mantenne fino al 1934, quando venne eletto deputato (XXIX legislatura). Nel 1939 divenne Consigliere Nazionale della Camera dei Fasci e delle Corporazioni, incarico che cumulò a quello di presidente dell'Istituto Nazionale di Cultura Fascista per la sezione di Trieste (dal 1937).
Nel 1931 fondò la rivista "La Porta orientale", schierata su posizioni irredentiste e antislave e che dopo la promulgazione delle leggi razziali ospitò anche articoli a carattere antiebraico.

### Lo scoppio della guerra
All'inizio della seconda guerra mondiale vi prese parte come volontario sul fronte albanese con il grado di maggiore
. Per il restante periodo di guerra Coceani risiedette a Trieste, effettuando numerosi viaggi a Roma, Venezia e Milano. Dopo il 25 luglio 1943, alla caduta del fascismo, continuò saltuariamente a recarsi nel proprio ufficio dell'Unione industriali, subendo il blocco dei conti correnti e una perquisizione in casa ordinati dalle nuove autorità insediatesi in città in rappresentanza del governo Badoglio. Negli stessi giorni, insieme ad altri membri della "Compagnia volontari giuliani e dalmati", studiò la possibilità di rendere l'associazione un nucleo di cittadini che al di fuori dei partiti costituisse un blocco nazionale disposto a prendere le armi per continuare a combattere in difesa dell'italianità della Venezia Giulia.

### Capo della Provincia di Trieste
Meno di una settimana dopo l'8 settembre 1943 Trieste fu occupata dalle truppe tedesche e posta, insieme alla Venezia Giulia, alla provincia di Udine e alla Provincia di Lubiana, sotto il diretto controllo del gauleiter di Carinzia Friedrich Rainer. Costui, il 23 ottobre 1943, su pressione dell'Unione provinciale degli industriali nominò Bruno Coceani prefetto della provincia di Trieste con autorità sugli altri prefetti della regione ad eccezione della Provincia di Lubiana che pur continuando ad essere formalmente territorio italiano, fu posta sotto la presidenza del generale sloveno Leon Rupnik. La nomina fu motivata non solo dalla lunga militanza politica nel Partito Nazionale Fascista, ma soprattutto, dalle ottime relazioni che il Coceani aveva intrattenuto con i rappresentanti del mondo impresariale cittadino e giuliano quando ricopriva l'incarico di segretario dell'Unione industriali della Venezia Giulia. Infatti Rainer a Trieste aveva ricercato, fin dalle prime settimane di occupazione, l'appoggio dei ceti imprenditoriali triestini per garantire in primo luogo il funzionamento delle imprese industriali e di servizi in zona di operazioni militari e in secondo luogo, il futuro inserimento, al termine del conflitto, della città e del suo hinterland all'interno di uno spazio economico, se non politico, appartenente alla grande Germania. Sembra che i grandi capitani d'industria della città e della regione non fossero rimasti insensibili a tali lusinghe e lo stesso Rainer ne era cosciente, indicando come figure chiave di tale politica Coceani, Antonio Cosulich ed Leo Economo
.
In seguito Coceani riuscì ad opporsi alla nomina del commissario Scassellati, voluta dal ministro delle Finanze Domenico Pellegrini Giampietro, alla guida delle Assicurazioni Generali e della Riunione Adriatica di Sicurtà. Pellegrini Giampietro intendeva sottrarle a possibili ingerenze tedesche i quali avevano già costituito un ufficio per il controllo delle attività assicurative ma Coceani evitò la nomina dall'alto e impedì ogni ingerenza tedesca così i due enti il 30 giugno elessero i rispettivi presidenti nelle persone di Antonio Cosulich ed Leo Economo.
Coceani, che aveva accettato la nomina nella speranza di poter alleviare per i cittadini italiani l'occupazione tedesca e di contribuire ad allontanare gli slavi dal territorio nazionale, dopo la costituzione della Repubblica Sociale Italiana intrattenne costanti contatti con il nuovo governo fascista repubblicano. La prima telefonata di congratulazioni dopo la nomina gli giunse dal segretario personale di Mussolini Giovanni Dolfin cui Coceani replicò: «Che Dio vi benedica. La vostra è la prima voce che mi giunge dalla Patria»

#### I contrasti con i tedeschi

Bruno Coceani prefetto di Trieste

In tutta la regione inoltre i tedeschi sfruttarono i contrasti tra slavi ed italiani favorendo tutti gruppi etnici di minoranza secondo la filosofia del divide et impera già sperimentata con successo in età asburgica (manca la fonte). Nei paesi attorno a Trieste, a maggioranza slava, vennero riaperte pertanto alcune scuole slovene e croate e venne permessa la libera circolazione di giornali provenienti da Lubiana. Anche alcune riviste tedesche come la "Deutsche Adria-Zeitung" uscirono in edizione bilingue italiana e slovena nel Friuli e italiana e croata in Istria e Dalmazia e nell'amministrazione pubblica furono assunti numerosi impiegati slavi. Bruno Coceani, facendosi interprete del sentire dei nazionalisti italiani e temendo egli stesso, ex-irredentista, che tali concessioni venissero estese anche ai triestini di etnia slovena protestò ripetutamente con le autorità germaniche e molti italiani di Trieste scelsero così di collaborare per salvaguardare l'italianità della regione e in particolare a Trieste scelsero questa strada i nazionalisti di Coceani e il Partito Fascista Repubblicano. Coceani riteneva che esistessero due grandi pericoli per Trieste rappresentati dai tedeschi e dagli slavi e ritenendo l'occupazione tedesca transitoria, collaborando avrebbe mantenuto l'amministrazione locale in mano italiana mentre una sua defezione avrebbe provocato l'assunzione dell'amministrazione direttamente ai tedeschi se non agli slavi. Pertanto Coceani si mosse con l'obiettivo di preservare un forte gruppo italiano in città che potesse opporsi alla germanizzazione della città e prepararsi all'arrivo dei partigiani slavi. In un colloquio avuto con Mussolini secondo Coceani "le autorità tedesche svolgono una politica doppia, di opportunità contingente, con il risultato di scontentare italiani e sloveni" e quindi "questa politica calcante le orme di quella austriaca degli Asburgo va attribuita, più che al Rainer al gen. Globocnik, comandante delle SS per tutta la zona d'occupazione. Sangue slavo. È opinione che imperi al di sopra del Supremo Commissario". Numerosi furono anche gli scontri con i domobranci sloveni del colonnello Kokaj.
Coceani favorì le riviste italiane, soprattutto quelle che facevano riferimento alla tradizione irredentista anti austriaca e a Trieste, numerose richieste analoghe da parte dell'elemento slavo di nuove pubblicazioni furono rifiutate da Coceani mentre vennero concessi agli slovenofoni solo alcuni programmi radio nella propria lingua.

#### La Guardia Civica di Trieste
Nel gennaio del 1944, grazie alla pressione congiunta di Bruno Coceani e di Cesare Pagnini i tedeschi autorizzarono l'arruolamento di una guardia civica formata esclusivamente da volontari italiani. Questo corpo, che originariamente doveva strutturarsi come una vera e propria polizia municipale al comando del podestà Pagnini che assunse il grado di colonnello. Inizialmente addestrati da ufficiali delle SS, Coceani riuscì ad impedire che vestiti con divise tedesche entrassero a far parte della Ordnungspolizei tedesca e ne salvaguardò l'indipendenza rendendola anche totalmente scollegata dalle strutture del Partito Fascista Repubblicano. Il compito della Guardia Civica fu inizialmente il recupero delle armi abbandonate dal Regio Esercito dopo l'armistizio. L'area di impiego fu circoscritta alla sola Trieste e periferia, solo in seguito furono creati distaccamenti anche in altri comuni.
Nelle intenzioni di Pagnini la Guardia Civica avrebbe poi dovuto essere impiegata nella protezione della città dai partigiani slavi anche in alleanza con il locale CLN.
Coceani riuscì anche ad ottenere dalle autorità germaniche, in quegli stessi mesi, il permesso di costituire un reparto della Guardia di Finanza al comando del generale Filippo Fiocca, operativo su tutto il territorio della provincia di Trieste e fece pressioni per far giungere dalla RSI altri reparti italiani. Nel marzo 1945 il Partito Fascista Repubblicano aderì alle posizioni di Coceani

#### Coceani e la sollevazione di Trieste
La sollevazione di Trieste contro gli occupanti tedeschi fu indetta dal CLNAI per la notte fra il 29 e il 30 aprile del 1945, con i titini già penetrati nella periferia cittadina. Nei giorni precedenti Coceani aveva proposto a Cesare Pagnini e, tramite quest'ultimo, a Carlo Schiffrer, uno dei massimi dirigenti del Comitato di liberazione locale, di unire tutti i partiti italiani in funzione antislava per cercare di arginare con le armi l'avanzata di Tito, permettendo in tal modo agli Alleati di precederlo nell'occupazione di Trieste. Alcuni anni più tardi Bruno Coceani scrisse che il Duce in persona gli aveva dato ordine di agire in tale senso:
(Mussolini a Coceani)
Il 4 aprile 1945 Coceani richiese a Mussolini sostegno nella difesa di Trieste e a tal proposito inviò suoi emissari a Roma tramite la Xª Flottiglia MAS per contattare il governo del Sud affinché affiancasse i fascisti repubblicani nella difesa del confine orientale. La risposta dell'ammiraglio De Courten Capo di Stato Maggiore della Marina del Sud fu positiva. Infatti uno sbarco studiato dalla marina italiana del Sud si sarebbe avvalso dell'appoggio delle formazioni fasciste e della Decima, con o senza l'intervento Alleato. L'opposizione inglese fece fallire questo piano.
Una riunione organizzativa di cinquecento italiani fu convocata il 10 aprile nella sala del Comune dal podestà Pagnini. L'obiettivo perseguito era quello di unire gli italiani, evitare attacchi ai tedeschi che finché avessero difeso la città erano da considerarsi alleati e quando se ne fossero andati tutti i poteri sarebbero stati trasferiti al CLN. Anche la Guardia Civica composta da circa milleottocento uomini sarebbe passata sotto il comando del CLN.
Bruno Sambo, responsabile del PFR locale il 28 aprile consegnò le armi del partito fascista al comitato di salute pubblica di Coceani e accettò di sostituire le insegne di partito con nastri tricolore e la sera stessa alcuni reparti di polizia italiani precorsero i tempi uscendo per le strade con la fascia tricolore ma furono rapidamente disarmati dai tedeschi.
Intanto Carlo Schiffrer per il CLN rifiutò l'accordo non senza alcune esitazioni infatti il CLN mantenne per tutta la durata del conflitto rapporti distesi con l'amministrazione guidata da Coceani. Ragioni di indole sia politica che militare indussero la dirigenza del CLN a impostare la sollevazione in funzione unicamente antigermanica ed a rifiutare le proposte di Coceani, d'altronde gli Alleati non vedevano bene l'ipotesi di vedere gli italiani uniti sul fronte orientale contrapporsi all'armata jugoslava.
Va tenuto infine in considerazione che all'interno del CLNAI, sia a livello nazionale che locale, militavano un gran numero di aderenti al Partito comunista e ad altre formazioni politiche di ispirazione marxista-leninista. Costoro erano, in massima parte, ideologicamente vicini a Tito e favorevoli al regime che il dittatore jugoslavo si riprometteva di instaurare in Venezia Giulia e il piano ideato da Coceani sarebbe probabilmente fallito.
La notte tra il 29 e il 30 aprile tutte le truppe tedesche ricevettero l'ordine da Odilo Globočnik di ritirarsi da Trieste per raggiungere Tolmezzo. Coceani informò Ercole Miani che era uno dei rappresentanti del CLN il quale il mattino successivo proclamò l'insurrezione. Il CLN assunse i poteri e Coceani si dimise.
L'insurrezione non riuscì ad impedire il giorno seguente l'ingresso della quarta armata jugoslava in città.

### Gli anni del dopoguerra
Il giorno 30 aprile, all'arrivo dell'esercito jugoslavo in città, Bruno Coceani abbandonò Trieste rifugiandosi in casa di amici. Era infatti contumace quando, nel 1946, venne condannato per collaborazionismo. Nel 1947 la Corte di Assise di Trieste lo scagionò da tale accusa, ma ormai la sua carriera politica era segnata. Nel 1955 fu nominato direttore amministrativo del quotidiano economico Il Sole, fusosi nove anni più tardi con un altro giornale economico-finanziario, il 24 ore, dando così vita a Il Sole 24 ore. Ancor prima di tale fusione Bruno Coceani aveva lasciato l'incarico per raggiunti limiti di età (1963). Negli ultimi anni di vita si dedicò interamente agli studi storici, alla memorialistica e al giornalismo, già coltivati in passato. Morì a Trieste nel 1978.

## Lo storico, il memorialista e il giornalista
Coceani ci ha lasciato una notevole quantità di scritti, legati spesso alla propria attività politica, che fu intensa e significativa fino a tutta la seconda guerra mondiale. A tale proposito Mussolini, Hitler e Tito alle porte orientali d'Italia del 1948 e Trieste durante l'occupazione tedesca, redatto insieme a Cesare Pagnini nel 1959, rivestono una notevole importanza per la comprensione di un periodo storico di grande trascendenza per Trieste, la Venezia Giulia e l'Italia, quale fu quello legato all'occupazione nazista. La propria esperienza di irredentista e i rapporti intessuti in gioventù con alcuni aderenti a tale movimento si riflettono invece in Milano, centrale segreta dell'irredentismo (1962), testo molto citato in pubblicazioni e studi, anche contemporanei, sul tema. Valore più documentaristico che storico hanno invece le numerose pubblicazioni apologetiche sul regime mussoliniano e l'Italia degli anni venti e trenta che Coceani ha prodotto nel corso della propria ventennale militanza fascista.
Nell'ultima parte della sua vita il politico monfalconese diede alle stampe alcune garbate rievocazioni della Trieste e della regione giuliana dei primi decenni del Novecento che si riallacciavano in vario modo ai propri ricordi di gioventù, fra le quali Guida sentimentale di Trieste (1968) e Trieste della "belle époque" (1971).
Coceani fu attivo anche in campo giornalistico, scrivendo per varie testate regionali e nazionali, e divenendo egli stesso, come si è già accennato, direttore amministrativo di un importante quotidiano economico (1955-1963). Di particolare rilievo la propria collaborazione con la rivista La Porta Orientale, che si protrasse per oltre un quarantennio (1931-1973).

## Opere
- Guglielmo Oberdan, 1º febbraio 1858 - 20 dicembre 1882, ed. non specificato, a cura del Fascio Nazionale, Trieste, 1918
- La rinascita di Monfalcone, Trieste, Ed. Libraria, 1932
- Monfalcone devota operia fascista, Trieste, ed. non specificato, Stabilimento Tipografico Mutilati, 1932
- Mussolini, Hitler e Tito alle porte orientali d'Italia, Bologna, L. Cappelli Editore, 1948
- (scritto con Cesare Pagnini) Trieste durante l'occupazione tedesca, 1943-1945 Milano, La Stampa Commerciale, 1959 (ristampato a Trieste dall'Istituto Giuliano di Storia, Cultura e Documentazione, 2002)
- Milano, centrale segreta dell'irredentismo, Milano, La Stampa Commerciale, 1962
- Guida sentimentale di Trieste, Trieste, Libreria Universitas Editrice, 1968
- Trieste della "belle époque", Trieste, Libreria Universitas Editrice, 1971